# Mezquita de la Sayyidah Záynab (Siria)

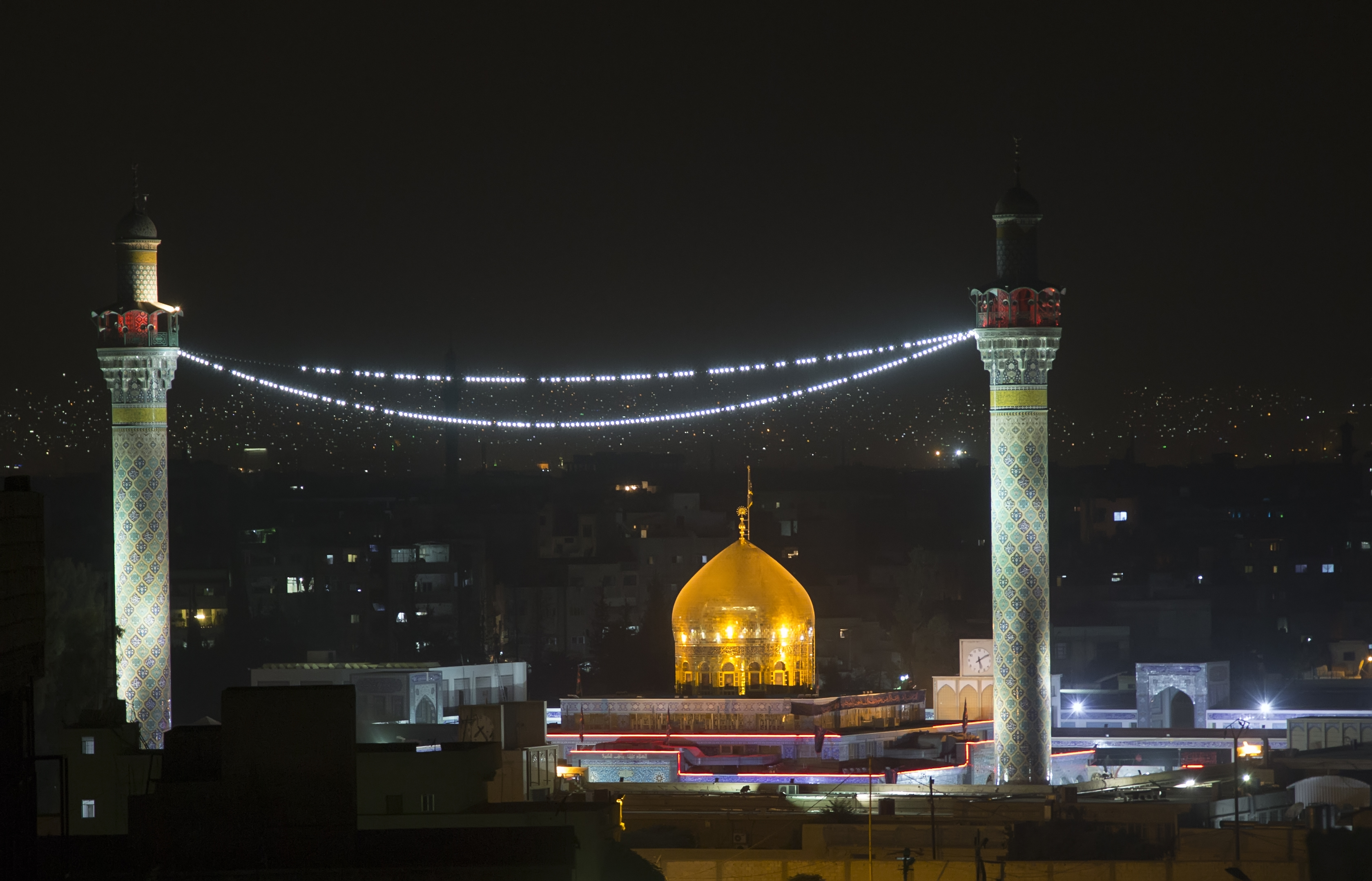
Mezquita de la Sayeda Záynab en Damasco

La Mezquita de la Sayyídah Záynab (en árabe: مَسْجِد ٱلسَّيِّدَة زَيْنَب‎, romanizado: Masŷid as-Sayyidah Zaynab) es una mezquita ubicada en la ciudad de Sayyidah Zaynab, en los suburbios del sur de Damasco, Siria. Según la tradición musulmana chiita duodecimana, en la mezquita se encuentra la tumba de Záynab, la hija de ‘Alī y Fātimah y nieta de Mahoma. Las tradiciones sunitas y chiitas ismailíes, en cambio, ubican la tumba de Záynab en la mezquita del mismo nombre en El Cairo, Egipto. Esta tumba se convirtió en un centro de estudios religiosos duodecimanos en Siria, así como un destino de peregrinaje masivo de musulmanes chiitas duodecimanos provenientes de todo el mundo islámico, a partir de la década de 1980. El cenit de la visitación ocurre normalmente en el verano. La mezquita actual, que alberga la tumba, se construyó en 1990.

## Especificaciones

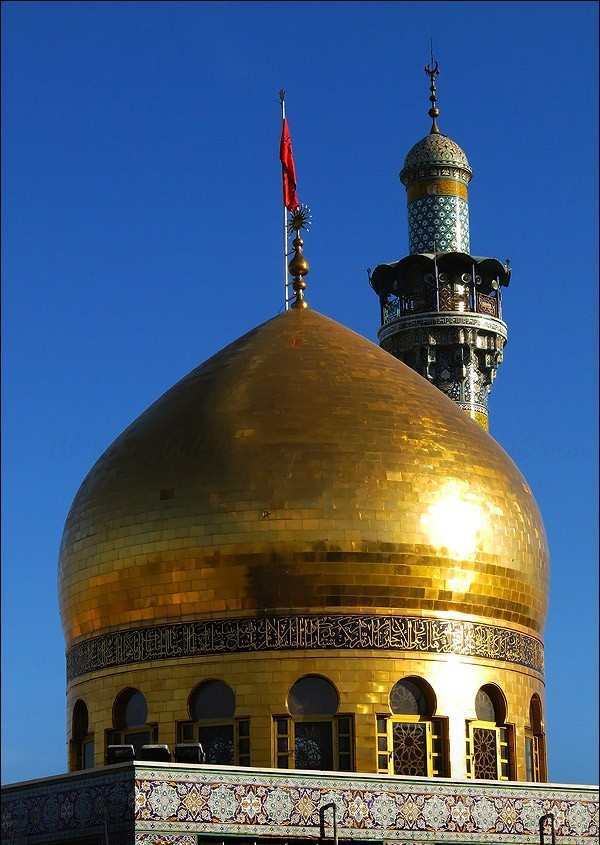
La cúpula dorada sobre el mausoleo.

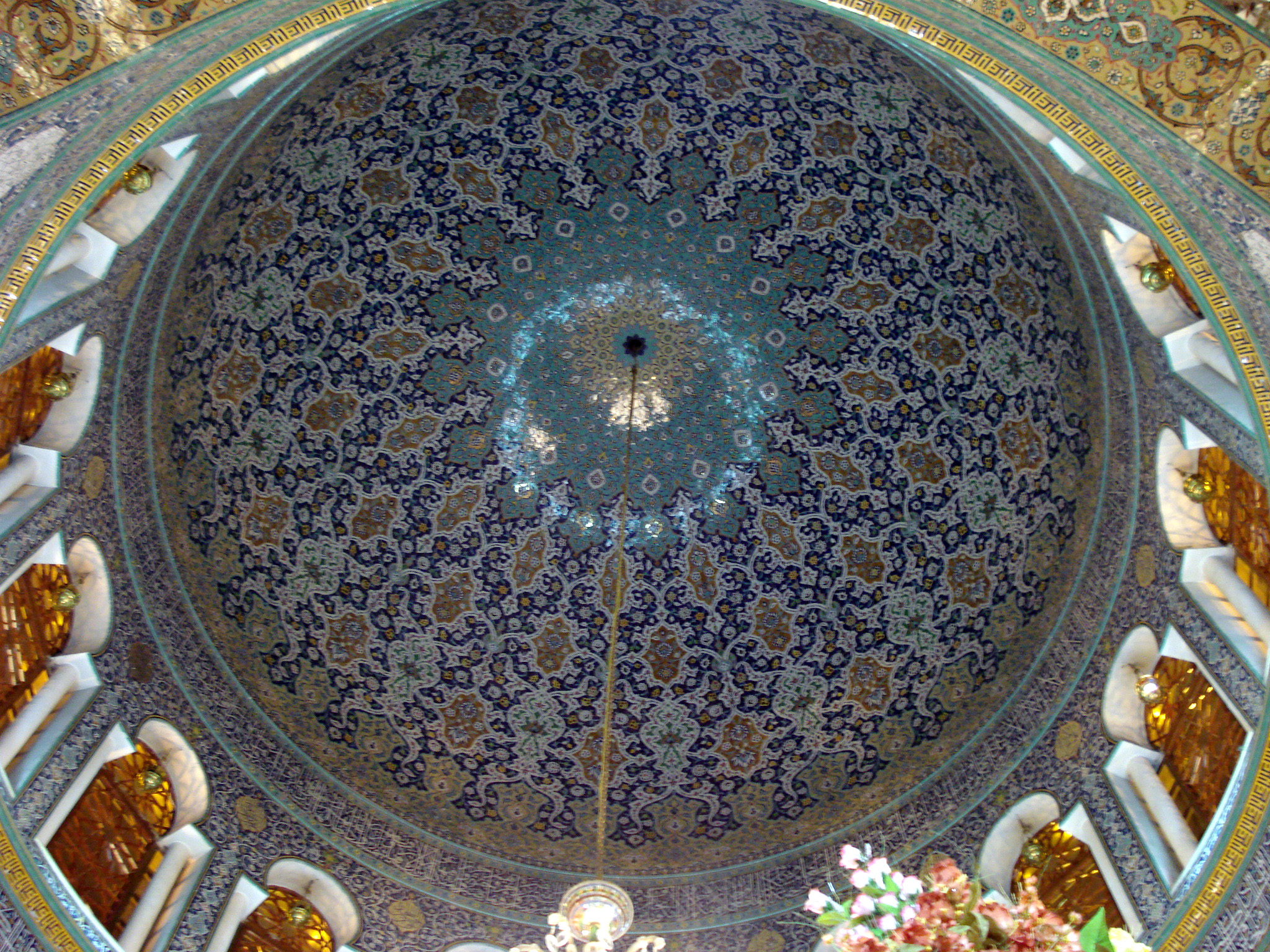
Domo interior

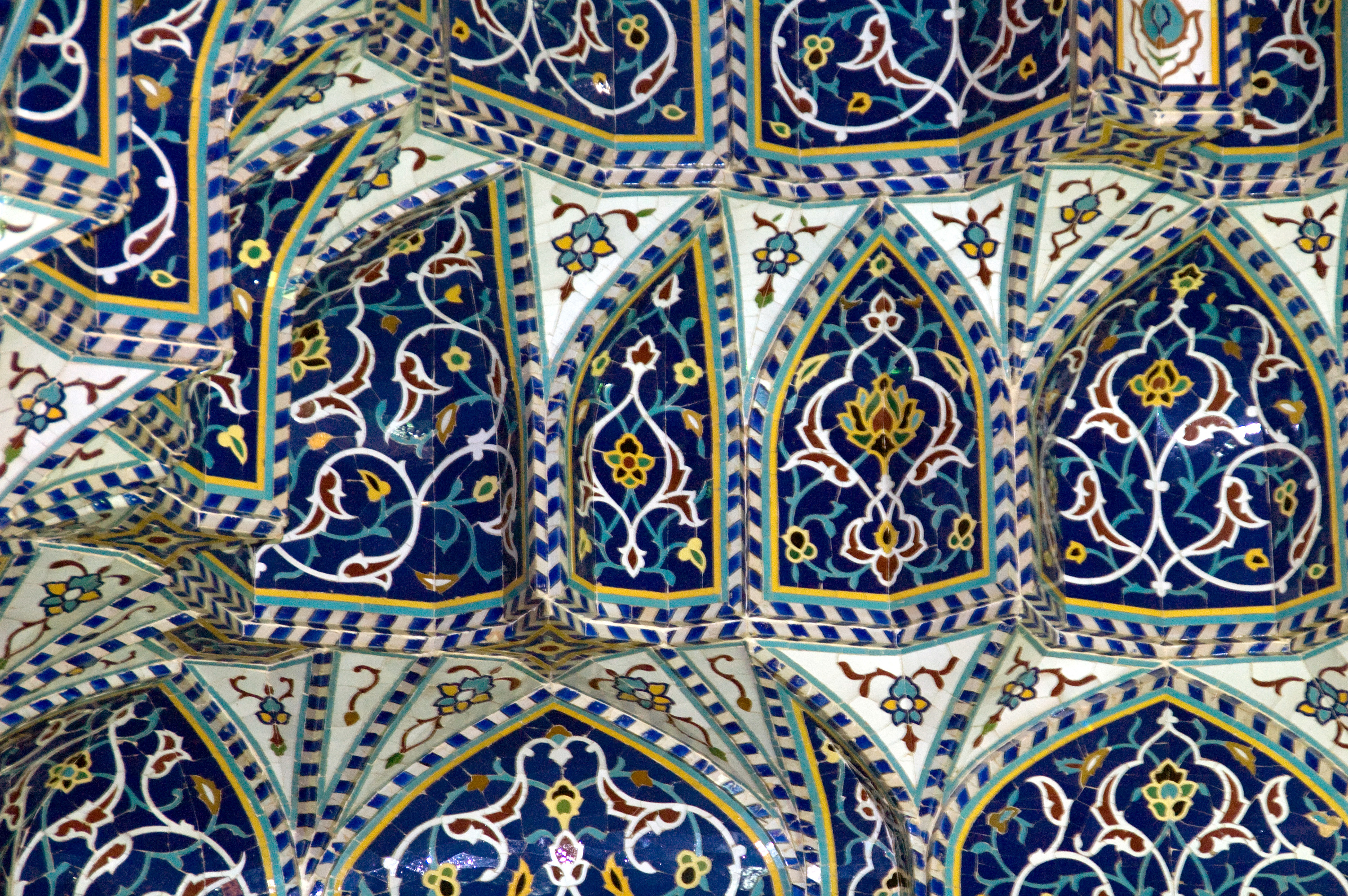
Bóveda decorada con arabescos en el interior de la mezquita

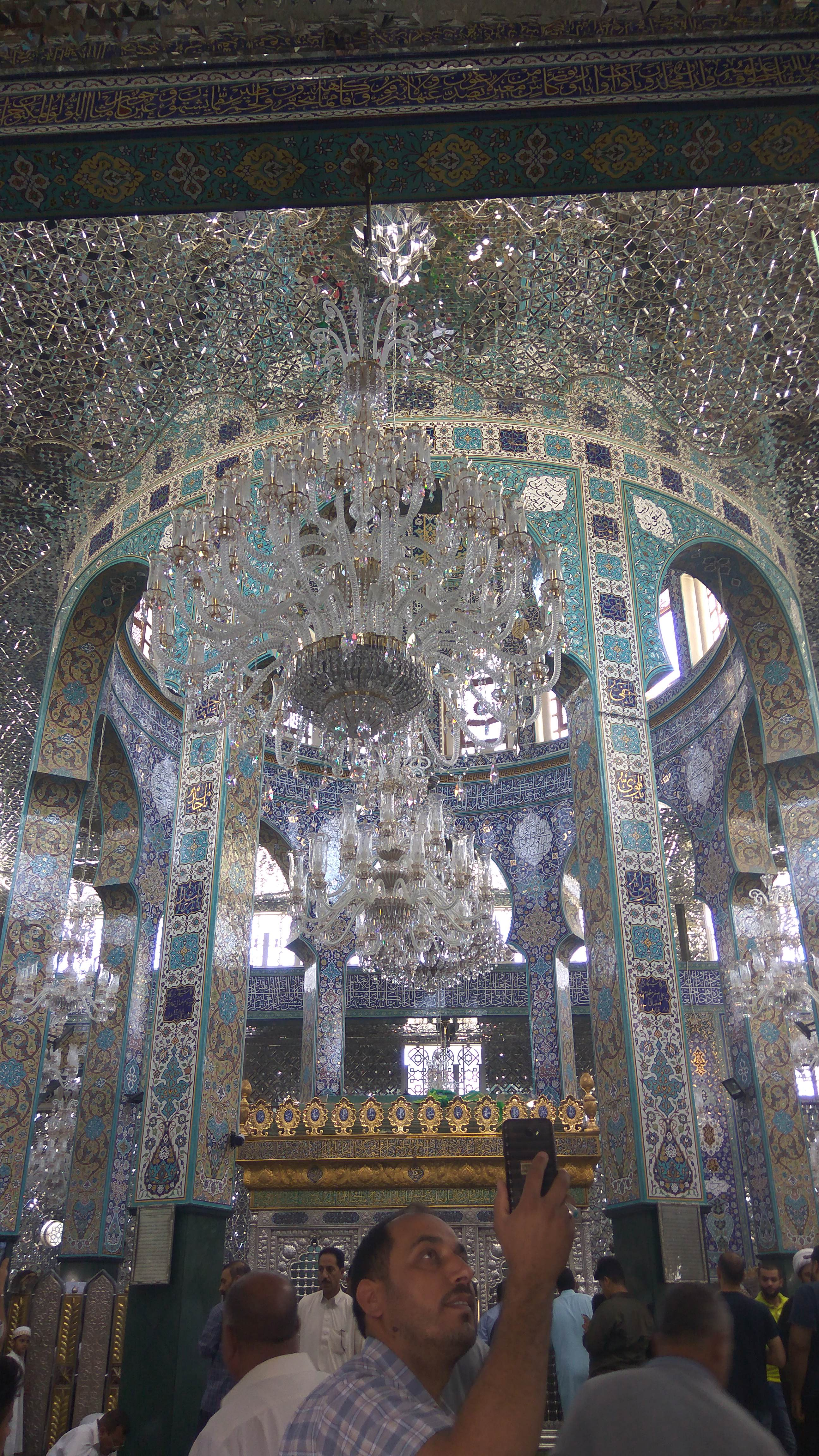
Decoración interior de la mezquita de la Sayyida Záinab

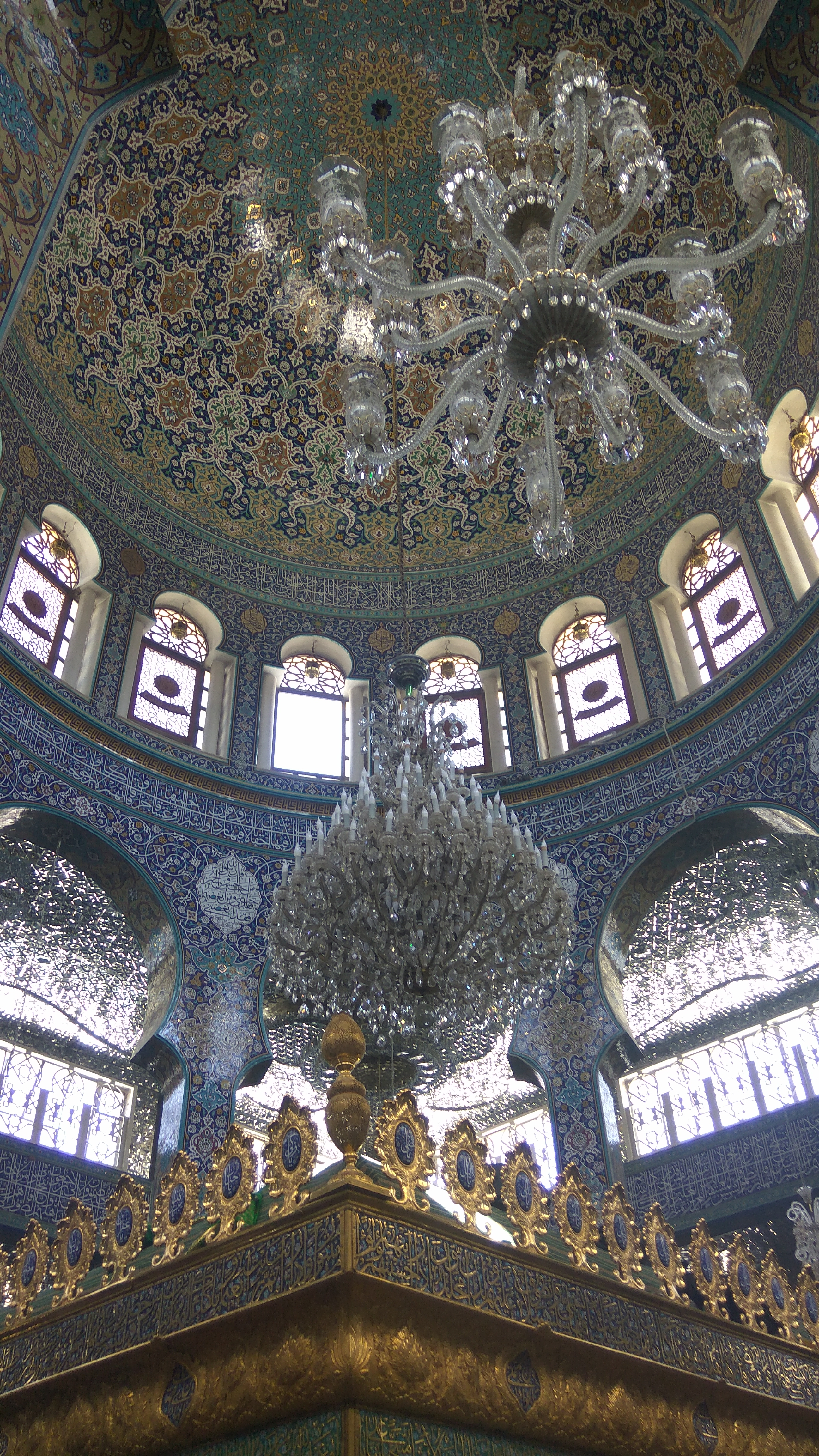
Interior de la cúpula

El santuario es un ejemplo de la arquitectura chiita persa y la cúpula está cubierta de oro. El santuario-mezquita tiene capacidad para más de 1300 personas en su interior y otras 150 en los patios adjuntos. La tumba de la Sayyídah Záynab está encerrada dentro de un Zarih, una estructura en forma de jaula, que se halla directamente debajo de la cúpula dorada. Las puertas del santuario están hechas de oro puro y tienen espejos en el techo y las paredes. Los dos altos minaretes del santuario son admirados por su arquitectura. El santuario incluye un gran mercado frente a él en el que se pueden comprar muchos artículos religiosos.
El santuario ha sido administrado por la familia Mourtada (آلُ مُرْتَضَى) desde el siglo XIV.[cita requerida]Respecto a sus finanzas, el santuario ha sido financiado principalmente por el gobierno iraní a partir de 1979. Dada tal inversión financiera, la dirección ideológica del santuario y su sala de oración siguen a la del ayatolá Jamanei. El Hezbollah libanés exhibe varios carteles y decorados en el santuario.
El santuario se mantiene lleno de peregrinos hasta que cierra a las 9 pm después de la oración del Isha. La mayoría de peregrinos son iraníes, indios, paquistaníes, así como árabes (chiitas) kuwaitíes, bahreiníes, libaneses e iraquíes. Una comunidad de refugiados afganos que escapaba de la violencia en su país vive ahora en los alrededores del santuario. El santuario también es visitado por sufíes. Las oraciones son dirigidas por el ayatolá Mujtaba Hussaini y se pueden encontrar musulmanes de todos los orígenes étnicos rezando en el lugar.
El santuario tiene también una sala de oración separada para sunitas donde estos celebran las oraciones de los viernes por separado.
Ocasionalmente, el santuario es visto por algunos como un lugar milagroso.
Ali Shariati, el ideólogo iraní de la Revolución Islámica de 1979, habría deseado antes de morir ser enterrado en el patio de la mezquita de Záynab bint Ali, la nieta de Mahoma y amada hija del Imam Ali. El santuario de Ali Shariati se encuentra dentro del recinto de la mezquita de Sayyidah Záynab y es visitado de manera regular por muchos peregrinos iraníes.
Los chitas ismailíes / bohras daudíes creen que este mausoleo pertenece a la Sayyida Záinab-ul sughra o la Sayyida Kulthum, la hermana menor de Záinab, y que el mausoleo de Záinab está realmente en la mezquita Al-Sayeda Záinab, en El Cairo.

## Historia reciente
En 2008, el 27 de septiembre, ocurrió un atentado con coche bomba en la intersección que conduce a la mezquita, en el que murieron 17 personas.
El 14 de junio de 2012, la ciudad fue objeto de un atentado suicida con coche bomba en el que 14 personas resultaron gravemente heridas.[cita requerida]
A partir de mediados del verano de 2012, la ciudad ha sido objetivo de militantes armados de las ciudades vecinas sunitas. Muchas familias chiitas y pro-gobiernistas fueron expulsadas de sus hogares en el sur de Damasco y buscaron refugio en la mezquita de Sayyídah Záynab. Los bombardeos constantes se hicieron más frecuentes en esta ciudad, predominantemente chiita, y se volvió común que cayeran cohetes en lugares aleatorios de la ciudad.
El 31 de enero de 2016, al menos 60 personas murieron en tres explosiones de bombas en la zona de Koa sodhda, cercana al santuario. Al menos otras 110 personas resultaron heridas en las explosiones provocadas por estos coches bomba.